# Briennon
Briennon – miejscowość i gmina we Francji, w regionie Owernia-Rodan-Alpy, w departamencie Loara.
Według danych na rok 1990 gminę zamieszkiwały 1 652 osoby, a gęstość zaludnienia wynosiła 69 osób/km² (wśród 2880 gmin regionu Rodan-Alpy Briennon plasuje się na 517. miejscu pod względem liczby ludności, natomiast pod względem powierzchni na miejscu 363.).
Znajduje się tu kościół Saint-Irénée – wybudowany w XI wieku. Od 1978 roku posiada status monument historique, w kategorii classé MH (zabytek o znaczeniu krajowym).